# 京都府道406号西条風ノ口線
京都府道406号西条風ノ口線（きょうとふどう406ごう にしじょうかざのくちせん）は、京都府亀岡市を通る一般府道である。

## 概要
亀岡市曽我部町西条から亀岡市余部町に至る。穴太寺山門から亀岡市街地へと向かう。

### 路線データ
- 起点：亀岡市曽我部町西条（京都府道407号東掛小林線）
- 終点：亀岡市余部町（風ノ口交差点、国道372号交点）

## 路線状況

### 道路施設

#### 橋梁
- 巡札橋（亀岡市）
- 穴太橋（曽我谷川、亀岡市）

## 地理

### 通過する自治体
- 亀岡市

### 交差する道路
| 交差する道路                        | 交差する場所 | 交差する場所        |
| ----------------------------------- | ------------ | ------------------- |
| 京都府道407号東掛小林線 / 茨木街道  | 曽我部町西条 | 起点                |
| 国道372号                           | 余部町       | [ 注釈 1 ]          |
| 国道372号 / 摂丹街道 国道423号 重複 | 余部町       | 風ノ口交差点 / 終点 |

### 沿線
- 穴太寺